# Pawel Andrejewitsch Jakuschewski
Pawel Andrejewitsch Jakuschewski (russisch Па́вел Андре́евич Якуше́вский, englisch Pavel Yakushevskiy; * 24. September 1987 in Moskau, Sowjetunion) ist ein russischer Radsportler.

## Sportliche Laufbahn
2008 errang Pawel Jakuschewski seinen ersten internationalen Titel, als er gemeinsam mit Denis Dmitrijew und Stojan Wassew U23-Europameister im Teamsprint wurde. 2013 sowie 2014 holte er jeweils Bronze im Teamsprint.
Bei den UEC-Bahn-Europameisterschaften 2016 wurde Pawel Jakuschewski Europameister im Sprint. Bei den Weltmeisterschaften 2019 belegte er mit Denis Dmitrijew und Alexander Scharapow Rang drei im Teamsprint, 2020 wurde er mit Dmitrijew und Iwan Gladyschew Europameister in dieser Disziplin.

## Dopingverdacht
Im August 2017 wurde bekannt, dass Pawel Jakuschewski positiv auf Meldonium getestet wurde. Der russische Verband erklärte, dass diese Substanz erst seit dem 1. September 2016 verboten sei, es handele sich deshalb um Rückstände. Es ist nicht bekannt, wann die Probe genommen wurde.

## Erfolge
2008
- Europameister (U23) – Teamsprint (mit Denis Dmitrijew und Stojan Wassew)

2013
- Europameisterschaft – Teamsprint (mit Denis Dmitrijew und Andrei Kubejew)

2014
- Europameisterschaft – Teamsprint (mit Denis Dmitrijew und Nikita Schurschin)

2016
- Europameister – Sprint

2017
- Bahnrad-Weltcup in Santiago de Chile – Teamsprint (mit Shane Perkins und Denis Dmitrijew)
- Russischer Meister – Sprint

2019
- Weltmeisterschaft – Teamsprint (mit Denis Dmitrijew und Alexander Scharapow)

2020
- Europameister – Teamsprint (mit Denis Dmitrijew und Iwan Gladyschew)